# Fadona
Fadona est une commune rurale située dans le département de N'Dorola de la province de Kénédougou dans la région des Hauts-Bassins au Burkina Faso.

## Géographie
Fadona est localisée à 13 km au sud-ouest de N'Dorola.

## Santé et éducation
Fadona accueille un centre de santé et de promotion sociale (CSPS).